# José Javier Hombrados
José Javier Hombrados Ibáñez (Madrid, 7 de abril de 1972) es un exjugador de balonmano español que jugaba en la demarcación de portero. Fue uno de los componentes destacados de la selección de balonmano de España, con 260 internacionalidades en su haber. Es el tercer jugador con más partidos en la selección española tras Raúl Entrerríos y David Barrufet.

## Clubes
| Club                      | País     | Temporadas  |
| ------------------------- | -------- | ----------- |
| Atlético Madrid BM        | España   | 1990 - 1993 |
| CB Cantabria              | España   | 1993 - 1995 |
| Sociedad Deportiva Teucro | España   | 1995 - 1996 |
| Ademar León               | España   | 1996 - 2000 |
| Portland San Antonio      | España   | 2000 - 2002 |
| BM Ciudad Real            | España   | 2002 - 2011 |
| BM Atlético Madrid        | España   | 2011 - 2013 |
| HSG Wetzlar               | Alemania | 2013        |
| Al-Sadd                   | Catar    | 2013 - 2014 |
| HSG Wetzlar               | Alemania | 2014 - 2015 |
| BM Guadalajara            | España   | 2015 - 2021 |

## Palmarés

### BM Atlético de Madrid
- Copa del Rey (2012) y (2013)
- Supercopa de España (2011)
- Mundial de Clubes (2012)

### BM Ciudad Real
- Liga de Campeones (2006, 2008 y 2009)
- Liga ASOBAL (2004, 2007, 2008, 2009 y 2010)
- Copa del Rey (2003,2008 y 2011)
- Recopa de Europa (2003)
- Supercopa de Europa (2006, 2007 y 2009)
- Supercopa de España (2005, 2008 y 2010)
- Copa ASOBAL (2004, 2005, 2006, 2007, 2008 y 2011)
- Mundial de Clubes (2010)

### Portland San Antonio
- Liga de Campeones (2002)
- Liga ASOBAL (2002)
- Copa del Rey (2001)
- Supercopa de Europa (2001)

### Ademar de León
- Recopa de Europa (1999)
- Copa ASOBAL (1999)

### CB Cantabria
- Liga de Campeones (1994)
- Liga ASOBAL (1994)
- Copa del Rey (1995)

### Selección nacional

#### Campeonato del Mundo
- Medalla de oro en el Campeonatos del Mundo de 2005

- Medalla de bronce en el Campeonatos del Mundo de 2011

#### Campeonato de Europa
- Medalla de plata en el Campeonato de Europa de 1996
- Medalla de plata en el Campeonato de Europa de 2006

#### Juegos Olímpicos
- Medalla de bronce en los Juegos Olímpicos de 1996
- Medalla de bronce en los Juegos Olímpicos de 2008

### Consideraciones personales
- Mejor portero de la Liga ASOBAL (2004)
- Mejor portero de la Liga ASOBAL (2005)
- Mejor portero del Mundial de clubes (2012)
- Medalla e Insignia de Bronce al Mérito Deportivo (2004)
- Medalla de Plata de la Real Orden al Mérito Deportivo (2007)
- Placa de Oro de la Real Orden al Mérito Deportivo (2006)
- Placa de Plata de la Real Orden al Mérito Deportivo (2007)
- En 2024 entró a formar parte de la I Edición del "Hall of Fame" (Salón de la Fama) de ASOBAL.